# Bar (Montenegro)
Bar (Cirílico: Бар, Albanês: Tivar) é uma cidade de Montenegro, capital do município de Bar. Sua população é de 13.719 habitantes (censo de 2003).

## Demografia
- População:
  - 3 de março de 1981 - 6.742
  - 3 de março de 1991 - 10.971
  - 1 de novembro de 2003 - 13.719

- Grupos étnicos (censo de 2003):
  - Montenegrinos (40.25%)
  - Sérvios (24.68%)
  - Albaneses (17.61%)
  - Muçulmanos por nacionalidade  (6.43%)
  - Bosníacos (2.30%)